# (4680) Lohrmann
(4680) Lohrmann est un astéroïde de la ceinture principale.

## Description
(4680) Lohrmann est un astéroïde de la ceinture principale. Il fut découvert le 31 août 1937 à Bergedorf par Hans-Ullrich Sandig (de). Il présente une orbite caractérisée par un demi-grand axe de 2,31 UA, une excentricité de 0,17 et une inclinaison de 4,6° par rapport à l'écliptique.

## Compléments